# ストラヴィンスキー (競走馬)
ストラヴィンスキー (Stravinsky) とはアメリカ合衆国で生産され、アイルランドで調教を受けた競走馬である。1999年カルティエ賞最優秀スプリンター。引退後は種牡馬として日本へ輸出された。

## 経歴

### 競走馬時代
デビュー前から注目され、デビュー前の時点でも英2000ギニーの単勝オッズが17倍という低さであった。
1998年8月にデビュー戦を勝利で飾る。続くサラマンドル賞では2位で入線するが、6着に降着となった。デューハーストステークスも3着に敗れた。
1999年は2戦敗れた後ジュライカップに出走し、レコードタイムで快勝、G1競走初勝利を挙げる。続くナンソープステークスにも優勝し、G1競走2連勝。その後アメリカのブリーダーズカップ・スプリントで初のダートに挑戦するが6着に敗れ、引退した。

### 種牡馬時代
アメリカで種牡馬入りし、リース種牡馬としてニュージーランドでも供用され、短距離戦線を中心に多くの活躍馬を輩出。2003年アメリカファーストシーズン・チャンピオンサイアー、2003年-2004年ニュージーランドファーストシーズン・チャンピオンサイアーに輝いている。2006年からは日本軽種馬協会に購買され、同協会の静内種馬場で供用されることになった。
産駒の傾向としては自身同様のスプリンターが多いが、Serenade Roseのようなクラシックディスタンスに対応する馬もいる。また、アメリカで種牡馬入りしたが、上級産駒はヨーロッパやオセアニアの芝コースで活躍している。
2018年をもって種牡馬を引退し、静内種馬場で功労馬として繋養されていたが、2023年11月21日、老衰のため、27歳で死亡した。

## 主な産駒
- 2001年産
  - Balmont（ミドルパークステークス（英G1））
  - Benbaun（アベイ・ド・ロンシャン賞（仏G1））
  - Keeninsky（マナワツサイアーズプロデュースステークス（新G1）、テレグラフハンデキャップ（新G1））
  - Mr. Baritone（ストラドブロークハンデキャップ（豪G1））
  - Soldier's Tale（ゴールデンジュビリーステークス（英G1））
- 2002年産
  - Captivate（ブリーダーズステークス（新G1））
  - Serenade Rose（オーストラリアンオークス（豪G1）、クラウンオークス（豪G1）、アローフィールドスタッドステークス（豪G1））
  - コンゴウリキシオー（金鯱賞、マイラーズカップ、きさらぎ賞、かきつばた記念）
- 2005年産
  - アンダーカウンター（名古屋城ステークス、錦秋ステークス）
- 2006年産
  - Time Keeper（イースターハンデキャップ（新G1））
- 2007年産
  - Fleur de Lune（レイルウェイステークス（新G1））
  - ナロウエスケープ（黒潮皐月賞、黒潮菊花賞、黒潮スプリンターズカップ）
- 2008年産
  - アンダースポット（ひまわり賞、日高賞）
  - リネンハイブリット（ロータスクラウン賞）

※英はイギリス、仏はフランス、新はニュージーランド、豪はオーストラリアの略。

## 血統表
| ストラヴィンスキーの血統      | ストラヴィンスキーの血統                                                                      | ストラヴィンスキーの血統                                                                      | （血統表の出典）                                                                              | （血統表の出典） |
| 父系                          | ヌレイエフ系                                                                                  | ヌレイエフ系                                                                                  | ヌレイエフ系                                                                                  |                  |
| 父 Nureyev 1977 鹿毛          | 父の父Northern Dancer 1961 鹿毛                                                               | Nearctic                                                                                      | Nearco                                                                                        | Nearco           |
| 父 Nureyev 1977 鹿毛          | 父の父Northern Dancer 1961 鹿毛                                                               | Nearctic                                                                                      | Lady Angela                                                                                   |                  |
| 父 Nureyev 1977 鹿毛          | 父の父Northern Dancer 1961 鹿毛                                                               | Natalma                                                                                       | Native Dancer                                                                                 | Native Dancer    |
| 父 Nureyev 1977 鹿毛          | 父の父Northern Dancer 1961 鹿毛                                                               | Natalma                                                                                       | Almahmoud                                                                                     |                  |
| 父 Nureyev 1977 鹿毛          | 父の母Special 1969 鹿毛                                                                       | Forli                                                                                         | Aristophanes                                                                                  | Aristophanes     |
| 父 Nureyev 1977 鹿毛          | 父の母Special 1969 鹿毛                                                                       | Forli                                                                                         | Trevisa                                                                                       |                  |
| 父 Nureyev 1977 鹿毛          | 父の母Special 1969 鹿毛                                                                       | Thong                                                                                         | Nantallah                                                                                     | Nantallah        |
| 父 Nureyev 1977 鹿毛          | 父の母Special 1969 鹿毛                                                                       | Thong                                                                                         | Rough Shod                                                                                    |                  |
| 母 Fire the Groom 1987 黒鹿毛 | 母の父Blushing Groom 1974 栗毛                                                                | Red God                                                                                       | Nasrullah                                                                                     | Nasrullah        |
| 母 Fire the Groom 1987 黒鹿毛 | 母の父Blushing Groom 1974 栗毛                                                                | Red God                                                                                       | Spring Run                                                                                    |                  |
| 母 Fire the Groom 1987 黒鹿毛 | 母の父Blushing Groom 1974 栗毛                                                                | Runaway Bride                                                                                 | Wild Risk                                                                                     | Wild Risk        |
| 母 Fire the Groom 1987 黒鹿毛 | 母の父Blushing Groom 1974 栗毛                                                                | Runaway Bride                                                                                 | Aimee                                                                                         |                  |
| 母 Fire the Groom 1987 黒鹿毛 | 母の母Prospector's Fire 1976 黒鹿毛                                                           | Mr. Prospector                                                                                | Raise a Native                                                                                | Raise a Native   |
| 母 Fire the Groom 1987 黒鹿毛 | 母の母Prospector's Fire 1976 黒鹿毛                                                           | Mr. Prospector                                                                                | Gold Digger                                                                                   |                  |
| 母 Fire the Groom 1987 黒鹿毛 | 母の母Prospector's Fire 1976 黒鹿毛                                                           | Native Street                                                                                 | Native Dancer                                                                                 | Native Dancer    |
| 母 Fire the Groom 1987 黒鹿毛 | 母の母Prospector's Fire 1976 黒鹿毛                                                           | Native Street                                                                                 | Beaver Street                                                                                 |                  |
| 母系(F-No.)                   | (FN:3-d)                                                                                      | (FN:3-d)                                                                                      | (FN:3-d)                                                                                      | [ § 2 ]          |
| 5代内の近親交配               | Native Dancer 4×5･4=15.63%、Nearco 4×5=9.38%、Nasrullah 5×4=9.38%、Hyperion 5･5（父内）=6.25% | Native Dancer 4×5･4=15.63%、Nearco 4×5=9.38%、Nasrullah 5×4=9.38%、Hyperion 5･5（父内）=6.25% | Native Dancer 4×5･4=15.63%、Nearco 4×5=9.38%、Nasrullah 5×4=9.38%、Hyperion 5･5（父内）=6.25% | [ § 3 ]          |
| 出典                          | 1. 2. 3.                                                                                      | 1. 2. 3.                                                                                      | 1. 2. 3.                                                                                      | 1. 2. 3.         |

### 血統背景
父Nureyevについては同馬の項を参照。母Fire the GroomはビヴァリーD・ステークス（米G1）優勝馬。伯父にスプリントカップ優勝馬Dowsingがいる。